# Marilyn Lima
Marilyn Lima (nascida em 28 de setembro de 1995) é uma atriz francesa conhecida por seus papéis em Une sirène à Paris (2020), Bang Gang (une histoire d'amour moderne) (2015), Skam France (2018–2020) e J'ai menti (2021).

## Carreira
Marilyn é originalmente de Bordeaux. A diretora Eva Husson descobriu seu blog no Tumblr e, após um encontro informal em um café, a escolheu para interpretar a personagem George em seu filme Bang Gang (une histoire d'amour moderne) (2015). Marilyn não teve treinamento formal de atuação.
Ela continuou sua carreira na televisão com o telefilme Entre deux mères (“Entre duas mães”, 2016) e Des jours meilleurs ("Dias Melhores", 2017), de Frank Bellocq. Em 2017, foi escolhida para interpretar Manon Demissy na adaptação francesa de Skam.
Em 23 de abril de 2019, ela anunciou via Instagram que estaria no vídeo clipe da música We Were Young do DJ Petit Biscuit com JP Cooper. Em 5 de novembro de 2019, ela anunciou também via Instagram que estava filmando Sentinelle de Julien Leclercq. O filme foi lançado na Netflix em 5 de março de 2021.
O Screen Daily informou que Marilyn Lima havia sido escalada junto com Nicolas Duvauchelle em Une sirène à Paris, a estreia de Mathias Malzieu como diretor no filme baseado no romance de mesmo nome. O filme garantiu um lançamento nos cinemas em 11 de março de 2020, mas que foi interrompido pela pandemia de COVID-19. Quando os cinemas começaram a reabrir após a ordem inicial de permanência em casa, o filme foi relançado em 22 de junho.
Em 28 de setembro de 2020, a FranceTV Pro anunciou que Marilyn foi escalada como Pauline em uma minissérie chamada J'ai menti ("Eu menti"). As filmagens começaram no início de setembro e terminaram em dezembro. O programa foi ao ar no canal France 2 em agosto de 2021.
Em 8 de setembro de 2021, a Coulisses TV anunciou que ela foi escalada como Kimmy em um remake de Constance aux enfers (1963), dirigido por Gaël Morel e estrelado por Miou-Miou como Constance e Salim Kechiouche como Amine, o namorado de Kimmy. As filmagens começaram em setembro de 2021.
Em 2022, Marilyn se juntou à equipe de Frank Bellocq (com quem ela já havia trabalhado para a telessérie da Soda, Des jours meilleurs) para uma nova telessérie chamada @venir, estrelada por Kev Adams e Natacha Lindinger. As filmagens já começaram em agosto de 2022 e devem terminar ainda este ano, enquanto a transmissão está planejada para o início de 2023 no canal TF1.

## Vida pessoal
Marilyn Lima é a caçula de três irmãs. Em entrevista à revista Constellation, ela disse que em seu tempo livre, ela persegue seu amor pela fotografia, a qual ela aprecia desde o início de 2010. Ela possui cerca de 40 câmeras, favorecendo seus modelos 35mm Pentax e Nikon.
No final de 2017, ela começou a namorar Michel Biel, que conheceu durante as filmagens da série Skam France, e na qual Biel interpretou seu namorado na tela, Charles Munier.

## Ativismo
Um dos empreendimentos mais apaixonados de Marilyn Lima é o combate às mudanças climáticas. Em sua carreira de modelo, ela opta por trabalhar com marcas cujos valores estão alinhados com os dela quando se trata de mudanças climáticas, moda ética e fornecimento de tecidos. Em janeiro de 2020, Marilyn desfilou para a Chaussettes Orphelines, uma marca de roupas com sede em Paris comprometida em promover moda ecológica e reciclar roupas usadas para combater a poluição têxtil. Desde 2020, Marilyn é modelo da Jolie Momes, uma marca francesa de lingerie que opera com responsabilidade ecológica, limitando suas linhas de produção a estoques de tecidos já existentes e de origem local e usando embalagens verdes para todas as compras. Marilyn Lima promove os grupos ambientais Project Rescue Ocean e YouthForClimate em seu Instagram e site web. Ela também trabalha ao lado da Plastic Free Ibiza, IbizaPreservation e Project Rescue Ocean, administrando locais de limpeza de praias na região do País Basco na França e na Espanha.

## Filmografia

### Filmes
| Ano  | Título                                   | Papel   | Notas              |
| ---- | ---------------------------------------- | ------- | ------------------ |
| 2014 | What Doesn't Kill You, Makes You Strange | Garota  | Curta-metragem     |
| 2015 | Bang Gang (une histoire d'amour moderne) | Jorge   |                    |
| 2016 | Lena                                     | Lena    | Curta-metragem     |
| 2017 | Grain de poussière                       | Louise  | Curta-metragem     |
| 2019 | Mais jamais je ne t'aimerai              | Marilyn | Curta-metragem     |
| 2020 | Une sirène à Paris                       | Lula    |                    |
| 2021 | Sentinelle                               | Tânia   | Filme de streaming |

### Televisão
| Ano       | Título                   | Papel            | Notas                   |
| --------- | ------------------------ | ---------------- | ----------------------- |
| 2016      | Entre deux mères         | Alice (Lorie)    | Filme de TV             |
| 2017      | Des jours meilleurs      | Charlie          | 11 episódios            |
| 2018–2020 | Skam France              | Manon Demissy    | 37 episódios            |
| 2019      | ConeXion intime          | Luna             | Filme de TV             |
| 2021      | J'ai menti               | Pauline Layrac   | 6 episódios, mini-série |
| 2022      | Capitain Marleau         | Magali Lenoir    | 1 episódio              |
| 2022      | Constance aux Enfers     | Kimmy            | Filme de TV             |
| 2023      | Le Meilleur d'Entre Nous | Manon Mandrillon | 4 episódios, mini-série |
| 2023      | @venir                   | Eva              | 6 episódios             |
| 2024      | Bugarach                 | Emilie           | 8 episódios             |
| 2024      | Les Anonymes             | Charlie          | 2 episódios, mini-série |

### Videoclipes
| Ano  | Título                        | Artista           |
| ---- | ----------------------------- | ----------------- |
| 2015 | "Medula"                      | Clube GRS         |
| 2016 | "Oceano Sol"                  | BENGALE           |
| 2017 | "Blade Down" com Tessa B.     | Synapson          |
| 2018 | "Million Years"               | Hugo Barriol      |
| 2019 | "Bloody Mary"                 | Baptiste W. Hamon |
| 2019 | "Bonnie"                      | Odezenne          |
| 2019 | "We Were Young" com JP Cooper | Petit Biscuit     |
| 2021 | "Cashmere & rubies"           | Neil Ferry        |